# Agrypnella
Agrypnella is een geslacht van kevers uit de familie  
kniptorren (Elateridae).
Het geslacht is voor het eerst wetenschappelijk beschreven in 1895 door Champion.

## Soorten
Het geslacht omvat de volgende soorten:
- Agrypnella eburnea Champion, 1895
- Agrypnella pictus (Schwarz, 1896)
- Agrypnella squamifer (Candèze, 1865)